# Jimmie Nicol
Jimmie (James George) Nicol (Londen, 3 augustus 1939) is een drummer die in de jaren 60 enkele weken bekendheid genoot wegens zijn tijdelijke vervanging van Ringo Starr in The Beatles bij optredens in 1964, het jaar van de "Beatlemania", onder meer ook bij het optreden in Nederland te Hillegom en Blokker.